# Centromochlus simplex
Centromochlus simplex é uma espécie de peixe da família  Auchenipteridae na ordem dos Siluriformes. Os machos podem alcançar 2,8 cm de comprimento.
São encontrados na América do Sul, mais especificamente, no rio das Mortes, no estado do Mato Grosso, no Brasil.